# John Goss (Rennfahrer)

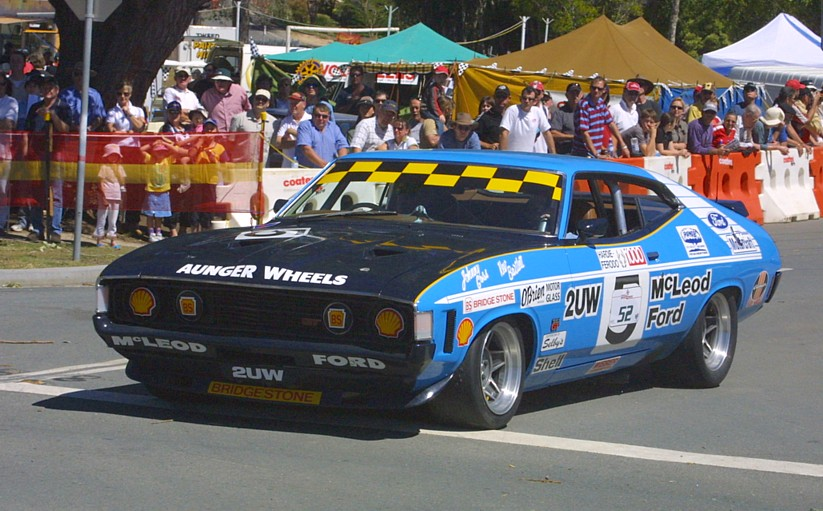
Ford XA Falcon GT Hardtop; die Replica von John Goss Siegerwagen beim Bathurst 1000 1974

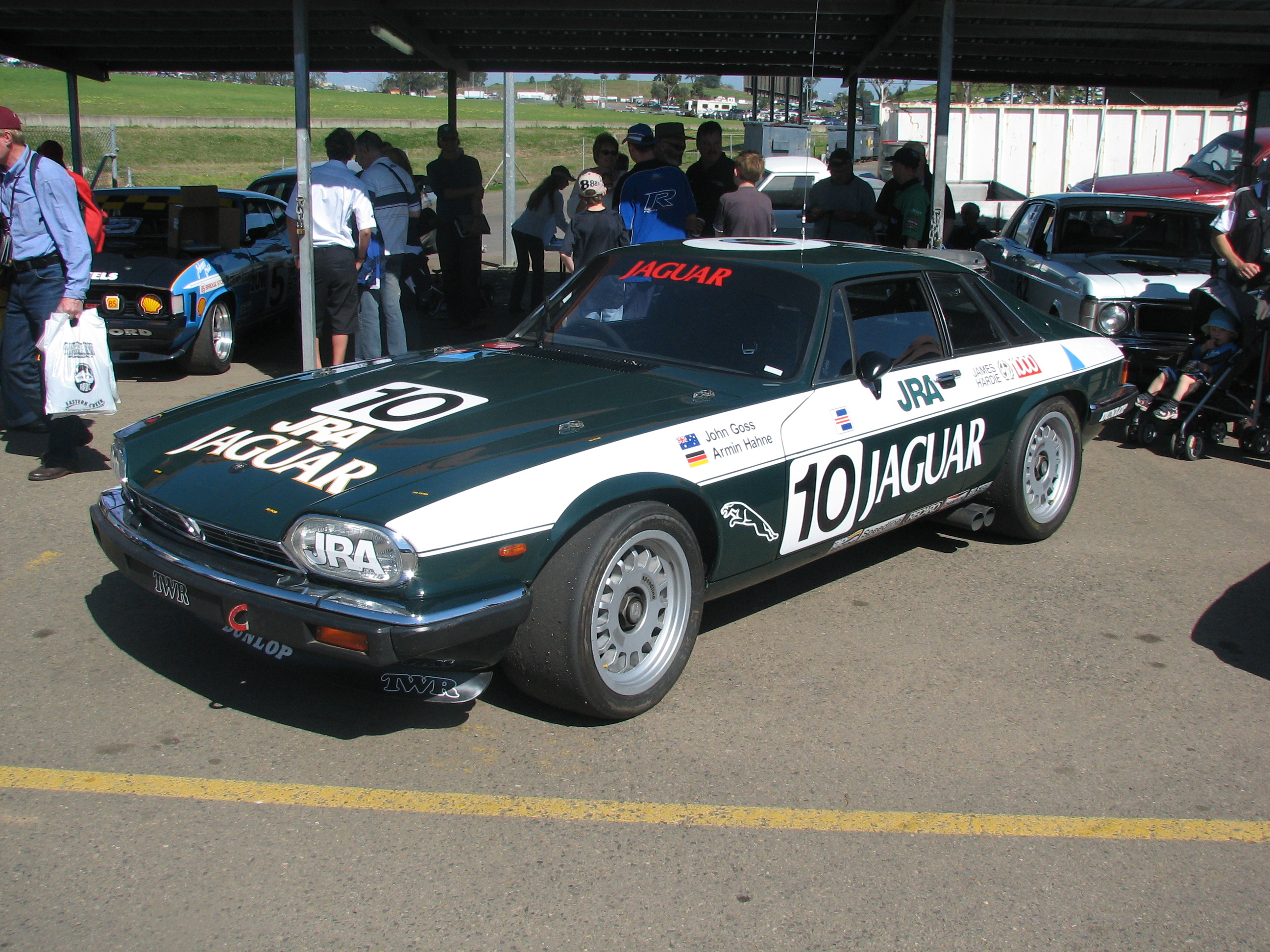
Jaguar XJS; Siegerwagen von Goss beim Rennen in Bathurst elf Jahre später

John Goss OAM (* 2. Mai 1943 in Glen Iris) ist ein ehemaliger australischer Autorennfahrer.

## Karriere im Motorsport
John Goss hatte eine der längsten Karrieren im australischen Motorsport. Mehr als 30 Jahre war er als Fahrer aktiv. Er ist weltweit der einzige Pilot, dem es gelang sowohl den Großen Preis von Australien als auch das 1000-Meilen-Rennen von Bathurst zu gewinnen.
Schon als Teenager begann Goss mit dem Motorsport. Seine ersten Rennwagen baute er selbst auf, dann erhielt er Unterstützung von Max McLeod, einem Ford-Händler aus Rocksdale. McLeod unterstütze Goss in der frühen Phase finanziell und engagierte ihn als Fahrer für sein Rennteam. Erste Erfolge feierte Goss in der australischen Sportwagen-Meisterschaft, die er 1969 als Gesamtneunter beendete. Im Jahr darauf beendete er diese Meisterschaft als Zehnter in der Gesamtwertung.
1969 bestritt er sein erstes Bathurst 1000. Das Tourenwagenrennen auf dem Mount Panorama Circuit bei Bathurst ist nicht zu verwechseln mit dem 12-Stunden-Rennen, das auf derselben Rennstrecke ausgefahren wird. Bis zum Ende seiner Karriere war er zwischen 1969 und 1990 18-mal bei diesem Rennen am Start gewesen; zweimal konnte er es gewinnen. 1974 siegte er gemeinsam mit Teamkollegen Kevin Bartlett auf einem Ford XA Falcon GT Hardtop. Bis zu seinem zweiten Erfolg vergingen elf Jahre. Bei allen Bathurts-Rennen zwischen den Gesamtsiegen fiel er aus; Rennpartner waren international bekannte Piloten wie Henri Pescarolo, Bob Tullius und Tom Walkinshaw. Für das Rennteam von Walkinshaw sicherte er sich 1985 den zweiten Sieg. Partner im Jaguar XJS war Armin Hahne. Das Duo siegte vor Johnny Cecotto und Roberto Ravaglia im BMW 635 CSi sowie den Teamkollegen Walkinshaw und Win Percy.
1972 gewann er die Gesamtwertung der South Pacific Tourenwagen-Serie und kam 1976 nach Europa um am 24-Stunden-Rennen von Le Mans teilzunehmen. Es war der einzige Renneinsatz von Goss außerhalb Australiens. Er war Teampartner von Jean Blaton und Nick Faure. Der von ihnen gefahrene Porsche 934 wurde mangels zurückgelegter Distanz nicht klassiert.
In den 1970er-Jahren war Goss auch im Monopostosport erfolgreich und dabei vor allem in der Rennformel 5000. 1975 wurde er Gesamtsechster in der Tasman-Serie (Meister Warwick Brown) und gewann 1976 auf einem Matich A53 den Großen Preis von Australien.

## Statistik

### Le-Mans-Ergebnisse
| Jahr | Team        | Fahrzeug    | Teamkollege | Teamkollege | Platzierung     | Ausfallgrund |
| ---- | ----------- | ----------- | ----------- | ----------- | --------------- | ------------ |
| 1976 | Jean Blaton | Porsche 934 | Nick Faure  | Jean Blaton | nicht klassiert |              |